# Nine Lives (Deuce)
Nine Lives è il primo album in studio del rapper statunitense Deuce, pubblicato il 24 aprile 2012 dalla Five Seven Music.

## Tracce
1. Let's Get It Crackin' (ft Jeffree Star) – 4:48 (Deuce, Jimmy Yuma, Arina Chloe, Jeffree Star)
2. Help Me – 4:17 (Deuce, Jimmy Yuma)
3. America – 4:05 (Deuce, Jimmy Yuma)
4. I Came to Party (ft Travie McCoy & Truth) – 3:39 (Deuce, Arina Chloe, Andrew Goldstein, Travie McCoy, Jimmy Yuma)
5. The One – 3:35 (Deuce, Yuma)
6. Freaky Now (ft Truth & Jeffree Star) – 4:33 (Deuce, Jimmy Yuma, Jeffree Star, Truth)
7. Nobody Likes Me (ft Truth & Ronnie Radke) – 5:24 (Deuce, Ronnie Radke, Jimmy Yuma, Eugene Shakhov)
8. Walk Alone – 3:20 (Deuce, Yuma)
9. Till I Drop (ft Truth, Gadjet & Veze Skante) – 4:42 (Deuce, Jimmy Yuma, Gadjet, Veze Skante, Eugene Shakhov, Truth)
10. Gravestone – 3:54 (Deuce, Jimmy Yuma)
11. Now You See My Life (ft Skee-Lo) – 4:17 (Deuce, Skee-Lo, Jimmy Yuma)

Tracce bonus nell'edizione di Best Buy
1. Deuce Dot Com – 3:24
2. Don't Approach Me – 4:05

Tracce bonus nell'edizione canadese
1. Walk the Walk (ft Gadjet) – 3:42

Traccia bonus nell'edizione europea
1. Don't Speak Bitch – 2:39

Traccia bonus nell'edizione di F.Y.E.
1. Hollyhood Vacation (ft Truth) – 4:20

Traccia bonus nell'edizione giapponese
1. Set It Off (ft Truth) – 3:46

## Formazione
- Deuce – voce, basso
- Jimmy Yuma – chitarra
- Arina Chloe – tastiera
- Tye Gaddis – batteria

## Classifiche
| Classifica (2012) | Posizione massima |
| ----------------- | ----------------- |
| Billboard 200     | 37                |